# Temes Bernadett
Temes Bernadett (Győr, 1986. május 15. –) magyar válogatott kézilabdázó.

## Pályafutása

### Klubcsapatokban
A győri nevelésű Temes Bernadett az ETO után játszott itthon a DVSC, a Dunaferr NK és a Vác csapataiban, nevelőegyüttesével 2005-ben és 2006-ban bajnok lett, 2005-ben, 2006-ban és 2007-ben pedig kupagyőztes. 2011-ben Németh András hívására az osztrák Hypo-hoz szerződött, akikkel a következő szezon végén KEK-et nyert. A döntőben nem léphetett pályára, két nappal korábban súlyos keresztszalag-szakadást szenvedett, és fél évet ki kellett hagynia. Felépülése után klubot váltott, a német TuS Metzingenhez igazolt. Itt egy bajnoki ezüst-, és egy EHF-kupa döntő volt a mérlege mielőtt 2016 nyarán hazaszerződött, és újra a Vác játékosa lett. 2017 és 2021 között az Alba Fehérvár játékosa volt.

### A válogatottban
A válogatottban Görbicz Anita és Szucsánszki Zita mellett kevés lehetőséget kapott, de így is részt vett a 2010-es és a 2014-es Európa-bajnokságon.

## Sikerei, díjai
- Nemzeti Bajnokság I:
  - Bajnok: 2005, 2006
  - Ezüstérmes: 2004, 2007
  - Bronzérmes: 2003, 2010
- Magyar Kupa:
  - Bronzérmes: 2008
- Női Kézilabda Főiskolai Világbajnokság:
  - Győztes: 2010
- KEK:
  - Győztes: 2013
- EHF-kupa:
  - Döntős: 2016

## Külső hivatkozások
- Temes Bernadett hivatalos oldala
- Temes Bernadett statisztikái a Worldhandball oldalán